# Hubert Neuper
Hubert Neuper, avstrijski smučarski skakalec, * 29. september 1960, Bad Aussee, Avstrija.  

## Športna kariera
V sezoni 1979/80 je osvojil prestižno Novoletno turnejo, na koncu sezone pa je osvojil tudi prvi svetovni pokal, ki ga je organizirala zveza FIS. Na olimpijskih igrah v Lake Placidu leta 1980 je na veliki skakalnici osvojil srebrno medaljo. V naslednji sezoni je pravtako osvojil Novoletno turnejo, v svetovnem pokalu pa je bil četrti. Na svetovnem prvenstvu v Oslu je z avstrjsko ekipo osvojil srebrno medaljo. V sezoni 1983/84 je bi drugi skakalec svetovnega pokala, za rojakom Arminom Koglerjem. Svoj zadnji nastop v svetovnem pokalu je zabeležil v sezoni 1984/85 na tekmi v Bischofshofnu.  

## Po koncu kariere
Po koncu kariere se je zaposlil kot pilot, vodil pa je tudi skakalno šolo. Leta 1996 je bil glavni organizator svetovnega prvenstva v poletih, ki so potekali na letalnici v  Bad Mitterndorfu/Kulmu.

## Dosežki

### Zmage
Hubert Neuper ima 8 zmag za svetovni pokal:
| Sezona  | Država/Prizorišče        |
| ------- | ------------------------ |
| 1979/80 | Garmisch - Partenkirchen |
| 1979/80 | Innsbruck                |
| 1979/80 | Planica                  |
| 1980/81 | Oberstdorf               |
| 1980/81 | St. Moritz               |
| 1981/82 | Bischofshofen            |
| 1981/82 | Kulm                     |
| 1981/82 | Kulm                     |